# 益子幸江
益子 幸江（ますこ ゆきえ、1957年1月 - ）は、日本の言語学者。東京外国語大学名誉教授。専門は音声学。

## 略歴
1979年、東京外国語大学外国語学部フランス語学科卒業、1981年、同大学院外国語学研究科修士課程修了。
1981年 - 1984年、拓殖大学非常勤講師。
1984年 - 1985年、国際交流基金海外派遣日本語教育専門家。
1989年東京大学大学院医学系研究科博士課程中退。東京外国語大学外国語学部助手、講師、助教授を経て、2009年より同総合国際学研究院教授（言語文化部門・言語研究系）。
2022年、東京外国語大学を定年退職、名誉教授。

## 研究業績
- 『言語聴覚士に対する言語学・音声学の再教育』報告書 2003.
- ｢使える技術としての音声学｣ 東京外国語大学言語学・音声学研究室主催シンポジウム『コミュニケーション障害の臨床における言語学・音声学の技術』報告書 pp.126-130. 2003.
- 「日本語の言語獲得過程における音声表出に関する研究」東京外国語大学論集67号　pp.15-37. 2004.